# Stipa hypsophila
Stipa hypsophila är en gräsart som beskrevs av Carlos Luis Spegazzini. Stipa hypsophila ingår i släktet fjädergrässläktet, och familjen gräs. Inga underarter finns listade i Catalogue of Life.